# Omar Abdirashid Ali Sharmarke
Omar Abdirashid Ali Sharmarke, en somalí Cumar Cabdirashiid Cali Sharmaarke (Mogadiscio, 18 de junio de 1960), es un político somalí que ocupó el cargo de primer ministro del Gobierno Federal de Transición de Somalia desde el 14 de febrero de 2009 hasta el 21 de septiembre de 2010 y el cargo de primer ministro del Gobierno Federal de Somalia desde el 24 de diciembre de 2014 hasta el 23 de febrero de 2017.
Sustituyó a Nur Hassan Hussein, siendo nombrado por el presidente Sharif Sheid Ahmed. El Parlamento ratificó con amplia mayoría el nombramiento, pero algunos grupos, como Al-Shabbaab condenaron el nombramiento. En septiembre de 2010 anunció su renuncia al cargo, al entender que sus disputas con el presidente ponían en riesgo la seguridad del país. Fue sustituido de forma interina por Abdiwahid Elmi Gonjeh.

## Biografía
Sharmarke nació en 1960 en Mogadiscio, provincia de Banaadir, sureste de Somalia. Es el hijo de Abdirashid Ali Shermarke, asesinado en 1969, y Rukiyo Mo'alim Daahir, expresidente y primer ministro de Somalia, hija del famoso erudito islámico musulmán Mo. Alim Dahir Ali Boss. Su familia pertenece al clan Majeerteen Harti Darod, y es nativa de la región de Puntland, noreste de Somalia. 
Sharmarke estudió en la Universidad de Carleton en Ottawa, donde obtuvo títulos en ciencias políticas y economía política. Aunque su familia reside en Virginia en los Estados Unidos, posee la ciudadanía de Somalia y de Canadá.